# Habilitação de genere et moribus
Habilitação de genere et  moribus  ou habilitação de genere, vita et  moribus  é um processo eclesiástico para averiguação da legitimidade do requerente e da vivência dos ascendentes segundo os princípios da religião católica, da ocorrência da prática de crimes de lesa majestade, divina ou humana, da incorrência em infâmia pública ou em pena vil. A habilitação de genere era condição para o requerimento da prima tonsura. Os processos corriam perante o ordinário, ou perante o seu provisor e, ou vigário geral, ou perante um desembargador da Relação Eclesiástica como juiz especial (de genere), pelo arcebispo ou pelo cabido sede vacante.
O termo vem do latim e significa “sobre a geração (ascendência), vida e costumes”.

## Histórico
O processo de genere et moribus foi um instrumento oficial de inquirição de pureza de sangue. As habilitações de genere são posteriores ao Breve "Dudum charissimi in Christo" do Papa Sisto V, de 25 de Janeiro de 1588, que proibia o provimento do benefício em pessoas com ascendência de cristãos-novos. Foi instituído em Portugal, em meados do século XVII. O recrudescimento do Santo Ofício com as ditas “nações infectas” levou a Coroa a proibir a participação de diversas etnias, principalmente a hebréia, no corpo administrativo; inclusive na Igreja via Padroado Régio.  Em 1779, o provimento do cargo eclesiástico foi estendido aos cristãos-novos e a descendentes de turcos, judeus, e gentios, provado o seu bom comportamento, com excepção dos filhos ou netos de pessoa que tivesse cometido crime de lesa majestade divina ou humana, ou regressado ao judaísmo, de acordo com o Breve "Dominus ac Redemptor noster", de Pio VI, datado de 14 de julho de 1779.  Assim, este processo era uma salvaguarda administrativa que vigorou até início do século XIX, até à entrada dos governos liberais. Sua realização cabia ao Tribunal Eclesiástico, através de inquérito e submetia-se a ele não só aspirantes às ordens eclesiásticas, mas todos aqueles que almejavam carreira administrativa. 

## Processo
Estes processos destinavam-se à averiguação da legitimidade do requerente e da vivência dos seus ascendentes, segundo os princípios da religião católica, da ocorrência da prática de crimes de lesa-majestade, divina ou humana, da incorrência em infâmia pública ou em pena vil. A habilitação de genere era condição para o requerimento da prima tonsura. Os processos corriam perante o ordinário, ou perante o seu provisor e, ou Vigário Geral, ou perante um desembargador da Relação Eclesiástica como juiz especial (de genere), pelo Arcebispo ou pelo Cabido, quando da  sede vacante. Para se iniciar a habilitação “de genere” era preciso que o habilitando depositasse na Câmara, a quantia necessária para as despesas das diligências, sendo-lhe passado um recibo, assinado pelo tesoureiro dos depósitos da Câmara, e pelo juiz das justificações “de genere”, ou pelo escrivão da Câmara. A partir de 1842, os recibos eram assinados pelo tesoureiro da Mitra. O recibo fazia parte da instrução do processo e nele constava o número do livro dos depósitos da Câmara e o número do assento correspondente. O processo de habilitação iniciava-se com a petição do habilitando dirigida ao Bispo da sua diocese, onde constava a filiação, a naturalidade dos pais, os nomes e naturalidade dos avós paternos e maternos, destinando-se o processo a justificar estas declarações. Sendo necessário fazer diligências noutra diocese, o juiz das habilitações “de genere” enviava ao respectivo ordinário, uma precatória ou requisitória de habilitação. Da instrução também faziam parte a comissão da habilitação dirigida ao Vigário da Vara, se a diligência ocorresse fora, o mandado deste para o pároco da freguesia de naturalidade do habilitando, e de seus ascendentes, a inquirição de testemunhas e certidão das declarações feitas, as certidões de baptismo do habilitando e de seus ascendentes, as certidões de casamento dos pais e avós, podendo ainda constar as declarações dos ofícios dos pais e avós paternos e maternos e demais ascendentes, as cartas de compatriota, entre outros documentos. A sentença dada em relação, confirmava a informação genealógica do habilitando. Se a quantia depositada excedesse as despesas das diligências, o depositante era reembolsado, assinando o recibo que ficava no processo. O juiz das justificações “de genere” aprovava as contas do processo. 

## Genealogia
Por ser uma espécie de construção de árvore genealógica para saber se o indivíduo não havia sido um "impuro", não podendo assim ter cargos eclesiásticos, este processo é de grande valia para as pesquisas genealógicas